# Nissan X-Trail

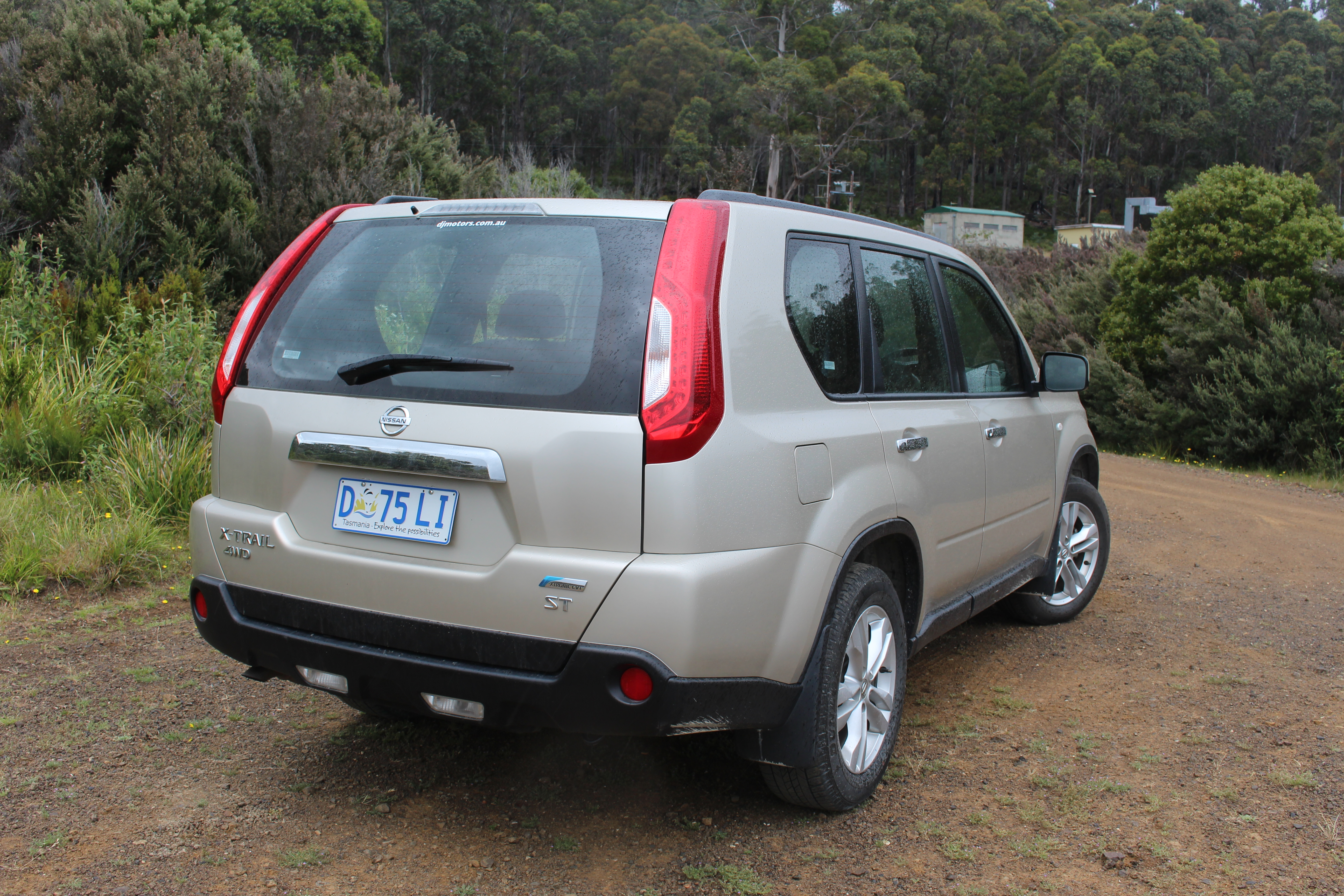
Achterzijde

De Nissan X-Trail is een compacte vierwiel aangedreven SUV. De auto werd in 2001 geïntroduceerd.
Hij stond op hetzelfde platform als de Almera en Primera. De auto was leverbaar als SE, Sport, SVE en T-Spec.
In 2007 is de auto gefacelift. De nieuwe X-Trail is niet meer leverbaar in de VS en Canada; daar is hij vervangen door de Nissan Rogue.
De eerste generatie was in productie van 2001 tot 2007. De tweede generatie van 2007 tot 2013 en de derde generatie van 2013 tot heden.

## Specificaties
Motoren
- Benzine: 2 en 2,5 liter.
- Diesel: 1,6, 2 en 2,2 liter.

Maten
- Lengte: 4455 mm
- Breedte: 1765 mm
- Hoogte: 1675 mm
- Ledig gewicht: 1455–1600 kg
- Vijf zitplaatsen